# (13250) Danieladucato
(13250) Danieladucato (1998 OJ) – planetoida z grupy pasa głównego asteroid okrążająca Słońce w ciągu 3,33 lat w średniej odległości 2,23 j.a. Odkryta 19 lipca 1998 roku.